# Lenkokroeberia chryserea
Lenkokroeberia chryserea är en tvåvingeart som beskrevs av Prado 1966. Lenkokroeberia chryserea ingår i släktet Lenkokroeberia och familjen Ropalomeridae. Inga underarter finns listade i Catalogue of Life.